# Mujeres que corren con los lobos
Mujeres que corren con los lobos: mitos e historias del arquetipo de la mujer salvaje (en original en inglés Women Who Run with the Wolves: Myths and Stories of the Wild Woman Archetype) es una obra de 1992 escrita por la doctora en psicología clínica, analista junguiana, escritora y poeta estadounidense Clarissa Pinkola Estés. Llegó a estar presente durante 145 semanas en la lista de los más vendidos del New York Times, lo cual fue un récord en ese momento. Por esta razón, Estés ganó el premio Las Primeras de la Asociación Nacional de Mujeres México Americanas (MANA, por sus siglas en inglés) al ser la primera mujer latina en la lista de los más vendidos del The New York Times Best Seller list. El libro también apareció en otras listas de libros más vendidos, como USA Today, Publishers Weekly y Library Journal.
Pinkola había estado produciendo cintas de audio populares de sus historias e investigaciones cuando los editores le sugirieron que las convirtiera en un libro.
Las historias que se relatan en el libro fueron recopiladas por los relatos de su familia, personas que conoció en sus viajes o incluso sus pacientes, como parte de su trabajo de investigación clínica. La autora analiza las historias como una forma de transmitir conocimientos sobre los ciclos de la vida, las formas de sanar, y también como formas de arte que pueden usarse para  ayudar a las personas en el camino. 

## Argumento
En el libro se menciona cómo la profundidad de la naturaleza instintiva se ha puesto en peligro en la sociedad, debido a que ya no se considera importante. La racionalidad y la toma de decisiones se ha convertido en una prioridad para realizar cosas socialmente aceptadas. El arquetipo de la mujer salvaje es un conocimiento instintivo que todo el mundo tiene en su interior. Esto quiere decir, saber cuándo quedarse y cuándo partir, cuándo dejar vivir y cuándo dejar morir. Es un conocimiento sobre los ciclos naturales de la vida en equilibrio. Hoy en día, hay grandes expectativas en las mujeres: deben ser todo para todos. Han sido tratadas como propiedad, objetos y seres menores. 
Los cuentos de hadas han descrito formas de crecimiento y dan instrucciones sobre cómo encontrar el camino correcto. Es posible que se haya perdido la conexión con una guía instintiva profunda, pero aun está ahí y puede ser de utilidad. La mujer salvaje vive donde sea y se puede encontrar en todos lados: en la belleza, en los asuntos cotidianos, en una sonrisa honesta. Muchas mujeres anhelan lo instintivo profundo en un mundo donde prospera la racionalidad. 
A través de las culturas, la mujer salvaje tiene muchos nombres en muchos países diferentes, por ejemplo: La Mujer Grande (España), Dakini, la fuerza danzante que produce una visión clara en las mujeres (Tíbet), Psicología, conocimiento del alma; perder el contacto con la guía interna quita la alegría y la inspiración y hace que las mujeres simplemente funcionen en la vida diaria. Permite que las mujeres se sientan inestables, deprimidas, impotentes, avergonzadas, crónicamente dudosas entre otras cosas. Cuando las vidas de las mujeres están estancadas o llenas de aburrimiento, es tiempo de que surja la mujer salvaje. Dentro de cada mujer hay un lugar donde la alegría y la libertad se encuentran, un lugar secreto para un crecimiento exuberante. 
Acorde con la autora, una mujer salvaje puede actuar como aliada, líder, modelo para las demás mujeres. Carga con todo lo que una mujer necesita saber y medicina para sanar todas las cosas. Estar con la naturaleza instintiva quiere decir que se actúe con el corazón y los pies en la tierra. Las viejas cicatrices y la pasión son las puertas que apoyan a la mujer a encontrar el camino de regreso a la naturaleza instintiva.

### Capítulo 1: El aullido: resurrección de la mujer salvaje
La primera historia es el relato sobre La Loba, una mujer loba que recolecta huesos. Es parte de una enseñanza de que las ideas y los poderes muertos pueden resucitar, es decir, volver a surgir usando la voz del alma. Para lograrlo, una mujer necesita entrar en un estado de amor profundo y hablar desde esa fuente. Obtener todos los huesos tiene un significado creativo, por ejemplo, analizar los sueños, bailar, hacer arte.

### Capítulo 2: Acechando al intruso: la iniciación inicial
En este capítulo se narra la historia de Barba Azul, sobre un hombre que se casa con una mujer y luego le deja las llaves en su ausencia. Las cuales utiliza para explorar,  incluyendo la llave prohibida. Al abrir la puerta, encuentra los cuerpos de sus esposas anteriores, la llave se mancha de rojo y por esta razón la esconde, pero Barba Azul se entera de su traición y quiere asesinarla por ello. Asustada llama a sus hermanas y logran matar a su marido. 
Esta historia advierte de la existencia de un depredador natural dentro de la psique de cada mujer. En esta historia se ejemplifica al hombre que espera que una mujer sea solo lo que él quiere que sea: perfectamente inocente e ingenua. Pero como se indica en el relato, una mujer no puede vivir una vida plena ignorando el peligro y sin preocuparse por saber más. Necesita ser curiosa y explorar los rincones oscuros de la mente para crecer. 
Pinkola menciona que toda mujer tiene una fuerza antinatural que tratará de inhibir el instinto natural. El depredador le restringe a la mujer sus ideas, sentimientos y acciones. Por lo tanto, se necesita que las mujeres reconozcan tales fuerzas y se protejan contra su mortalidad. Pero a menudo, cuando somos jóvenes (mentales o físicos) no vemos el peligro, debido al disfrute juvenil, la atracción física o el placer. Por lo tanto, somos fácilmente capturados por la apariencia, el encanto y la riqueza de alguien. 
Mujeres ingenuas como presas: las mujeres jóvenes permiten ser capturadas, porque no han aprendido a confiar en sus instintos. Se les ha dicho que sean amables, bien portadas y se les enseña a no ver al depredador como lo que es. El depredador aparta a las mujeres de sus ideas, sentimientos y acciones; aunque anhela la luz, la mata.

## Crítica
Se criticó el análisis de Estés del cuento de Barba Azul por combinar versiones de culturas separadas, como ejemplo de una tendencia de los analistas junguianos quienes pueden pasar por alto la complejidad de los estudios del folclore, con el propósito de construir teorías complejas en torno a una versión única de un cuento que respalda su propia teoría o propuesta.

## Edición en castellano
- Mujeres que corren con los lobos. Varios formatos. Editorial B de Bolsillo. 2020. ISBN 9788466667852.

- Datos: Q9171157